# David Zauner
Pour les articles homonymes, voir Zauner.
David Zauner, né le 9 avril 1985 à Leoben, est un sauteur à ski et coureur du combiné nordique autrichien.

## Biographie
Membre du club WSV Eisenerz, il fait son entrée dans l'équipe nationale de combiné nordique en 2002 dans la Coupe du monde B, avant de devenir vice-champion du monde junior de sprint derrière Björn Kircheisen. Il obtient un ticket pour la Coupe du monde à Holmenkollen. Aux Championnats du monde junior 2004, il gagne deux médailles de bronze (Gundersen et par équipes). Lors de la saison 2004-2005, il inscrit ses premiers points dans la Coupe du monde et réalise une neuvième place à Sapporo, son meilleur classement dans l'élite dans ce sport. Il effectue une saison complète en 2007-2008, cumulant de multiples résultats dans le top vingt (dix-huitième au classement général).
Pour la saison 2009-2010, Zauner se consacre aux compétitions de saut à ski, commençant sa saison en janvier après une blessure. Il se classe dans le top dix de la plupart des concours, dont deux quatrièmes places à Lillehammer et Holmenkollen et prend place au treizième rang de la Coupe du monde, même rang qu'aux Championnats du monde de vol à ski. En novembre 2010, il est victime d'une chute à l'entraînement qui lui cause une rupture des ligaments croisés.
Il revient à la compétition pour la saison 2011-2012, où il compte une nouvelle quatrième place à Harrachov, où il obtient un podium en épreuve par équipes.
Il est de nouveau blessé sérieusement au genou l'hiver suivant.

## Palmarès

### Saut à ski

#### Championnats du monde de vol à ski
| Épreuve / Édition | Planica 2010 |
| Individuel        | 13e          |

#### Coupe du monde
- Meilleur classement général : 13e en 2010.
- Meilleur résultat individuel : 4e.
- 2 podiums par équipes : 1 deuxième place et 1 troisième place.

#### Grand Prix
- 1 podium.

### Combiné nordique

#### Coupe du monde
- Meilleur classement général : 18e en 2008.
- Meilleur résultat individuel : 9e.

#### Championnats du monde junior
| Épreuve / Édition | Solleftea 2003 | Stryn 2004 | Rovaniemi 2005 |
| Sprint            | Argent         |            | 4e             |
| Gundersen         | 4e             | Bronze     | 6e             |
| Par équipes       | 9e             | Bronze     | 6e             |

#### Coupe du monde B
- 7 podiums dont 6 victoires.